# Johann Arnold Günther
Johann Arnold Günther (* 9. April 1755 in Hamburg; † 20. August 1805 ebenda) war ein hamburgischer Senator und Aufklärer.

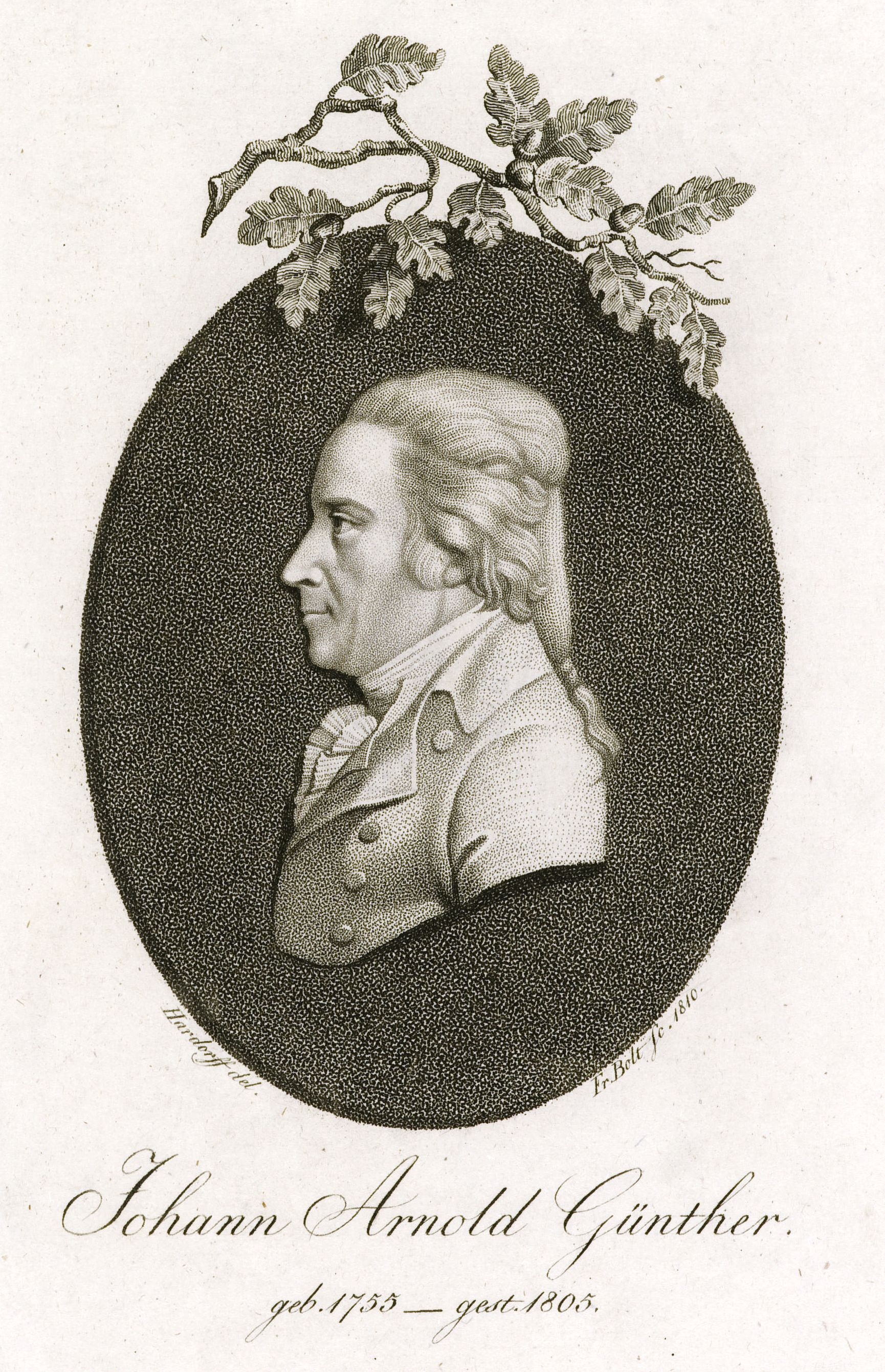
Johann Arnold Günther, Kupferstich von Johann Friedrich Bolt (1810)

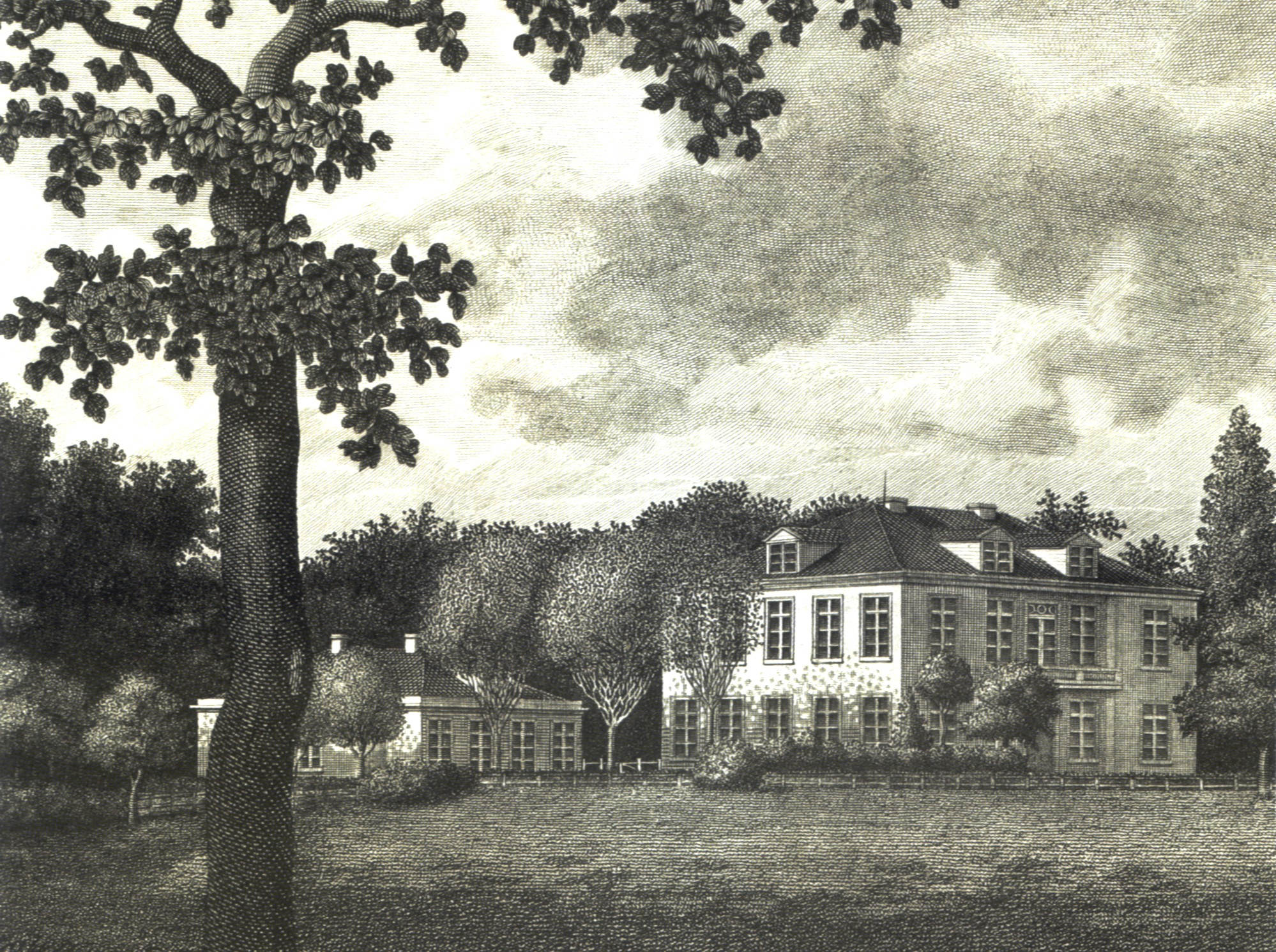
Landhaus Günther beim „Hammer Baum“, 1798

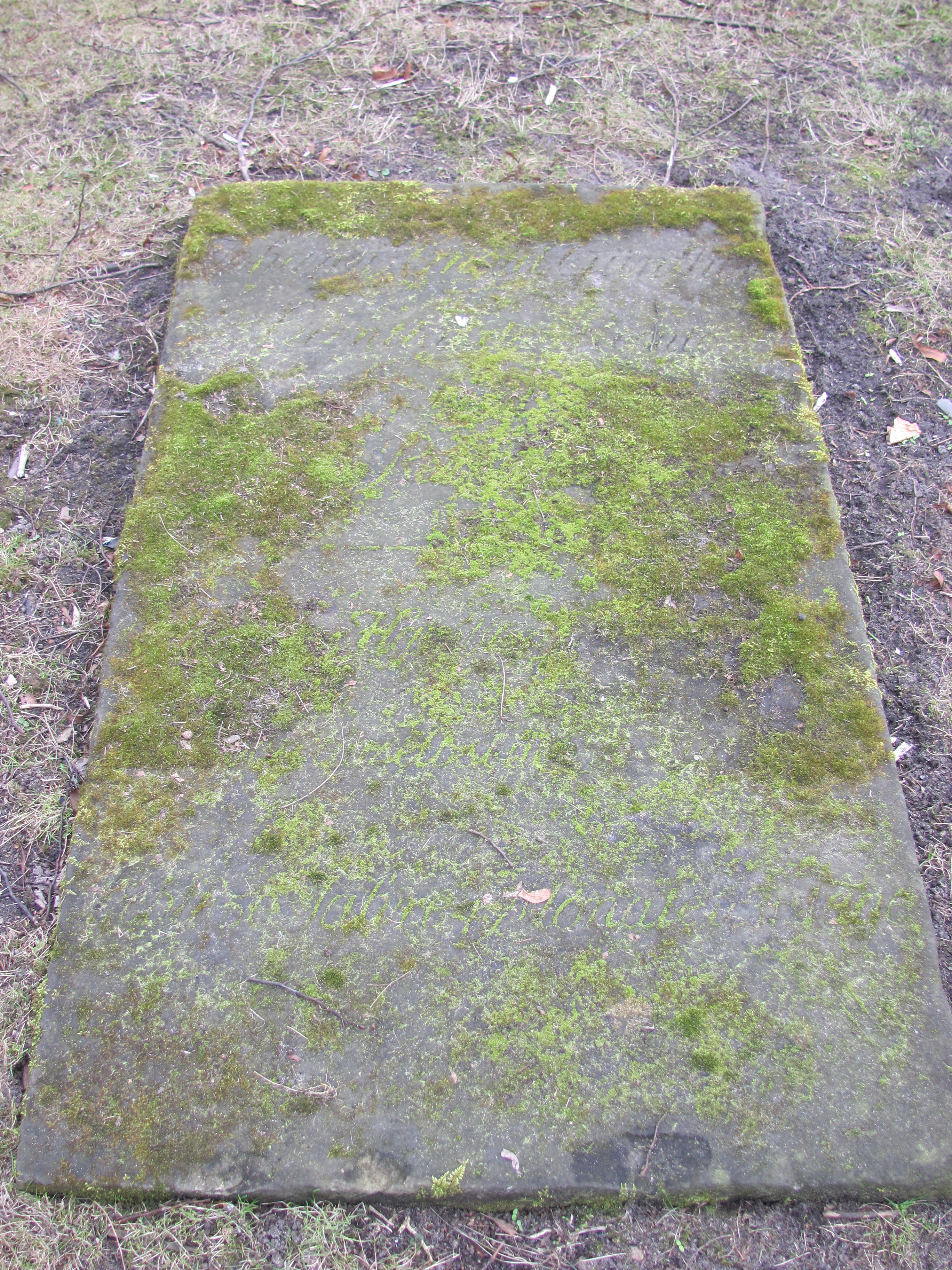
Grabstein auf dem Alten Hammer Friedhof

Der Sohn des gleichnamigen und wohlhabenden Hamburger Kaufmanns Johann Arnold Günther interessierte sich schon früh für Literatur. Mit 14 Jahren wurde er von seinem Vater von der Schule genommen und ins Kontor geschickt. Die Lektüre verlegte er in die Nachtstunden, eine Kurzsichtigkeit war die Folge. Durch seine Veröffentlichungen in den „Hamburgischen Addreß-Comtoir-Nachrichten“ und im „Wandsbecker Bothen“ konnte Günther doch noch das Johanneum und das Akademische Gymnasium besuchen, wo Johann Georg Büsch und Christoph Daniel Ebeling seine Lehrer waren. Durch einen Lotteriegewinn wurde der Aufbau einer Bibliothek mit Werken von Martin Opitz und Gedichten von Michael Richey verwirklicht. Seit 1775 studierte Günther an der Universität Göttingen Rechts- und Kameralwissenschaften, Geschichte und Statistik; 1778 erhielt er das Licentiat. In den zentralen Orten des Alten Reiches Wetzlar, Regensburg und Wien führte er seine juristische Ausbildung fort. In Wetzlar prägte ihn nachhaltig Goethes Buch Die Leiden des jungen Werthers. Aus seiner Zeit in Wetzlar sind sozial- und kulturgeschichtlich bedeutsame Briefe überliefert. Eine Reise führte ihn nach Süddeutschland, Österreich, Ungarn und Böhmen. 1780 kehrte er nach Hamburg zurück. 1781 heiratete er. Die Ehe blieb jedoch kinderlos. Der gemeinnützigen Patriotischen Gesellschaft trat er 1781 bei, ein Jahr später war er bereits Vorsteher und 1790 wurde er ihr Sekretär. Seit 1783 gehörte er zusammen mit Büsch und Friedrich Gottlieb Klopstock einer monatlich zusammenkommenden Tischgesellschaft an. Günther war 1788 zusammen mit Büsch, Nicolaus Matsen und Caspar Voght maßgeblich an der Gründung der Allgemeinen Armenanstalt beteiligt. Die demokratische Verfassung der Patriotischen Gesellschaft von 1789 war maßgeblich sein Werk. Ihm gelang es dadurch die Mitgliederzahl deutlich zu steigern. 
Sein gemeinnütziges Wirken war ausschlaggebend für seine Wahl im Februar 1792 in den Senat. Wenig später gewann er mit seinem Beitrag zur Frage „Wie dem Wucher ohne Strafgesetze am besten zu steuern sey“ den ersten Preis eines Wiener Wettbewerbs. Im Senat setzte er sein gemeinnütziges Wirken fort und entwarf neue Medizinal- und Feuerkassenordnungen. 1796 führte ihn unter dem Eindruck der Aufklärung, Gemeinnützigkeit und Empfindsamkeit eine Reise durch Deutschland und die Schweiz. Die Verfassung Zürichs und die Regierung Berns beeindruckten ihn dabei tief. Über den Aufklärer Peter Dietrich Volkmann verfasste er eine Biografie, die eine wichtige Quelle für die hamburgische Politik und Verwaltung ist. Zahlreiche Beiträge verfasste Günther für die von ihm begründeten „Verhandlungen und Schriften“ der Patriotischen Gesellschaft. 1801 verfasste er für das „Hanseatische Magazin“ von Johann Smidt den Beitrag „Proben einer Bildergalerie hamburgischer Männer des 18. Jahrhunderts“
Seit 1797 wurde sein Wirken verstärkt durch Krankheiten beeinträchtigt. Erholung fand Günther in seinem Landhaus in Hamm. Günther fand sein Grab auf dem Hammer Friedhof bei der Dreifaltigkeitskirche. Seine 8200 Bände umfassende Bibliothek vermachte er testamentarisch der Patriotischen Gesellschaft 1842 wurde sie beim Hamburger Brand vernichtet. Günthers Wirken wurde posthum gewürdigt von dem Allgäuer Aufklärer und Schriftsteller Christian Jacob Wagenseil und dem Domherrn Friedrich Johann Lorenz Meyer, seinem Nachfolger als Sekretär der Patriotischen Gesellschaft. 1863 wurde in Hamburg-Hohenfelde die Güntherstraße nach ihm benannt.